# Johannes Henricus van Maarseveen

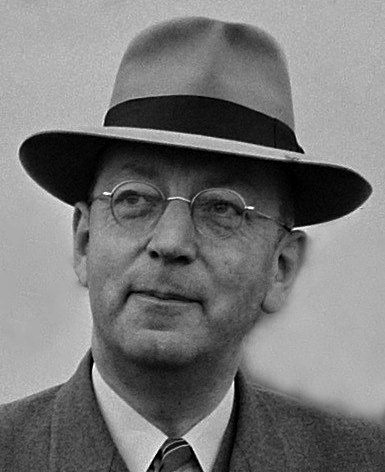
Johannes Henricus van Maarseveen (1949).

Johannes Henricus van Maarseveen (* 3. August 1894 in Utrecht; † 18. November 1951 ebenda) war ein niederländischer Rechtsanwalt und Politiker der Rooms-Katholieke Staatspartij (RKSP) und später der Katholieke Volkspartij (KVP), der unter anderem Mitglied der Zweiten Kammer der Generalstaaten sowie in der Nachkriegszeit mehrmals Innenminister (von 1948 bis 1949, 1951) und Justizminister (1946–1948 und 1950) war. Als Justizminister im Kabinett Beel I musste er sich mit der Bestrafung politischer Straftäter und der Begnadigungspolitik befassen. Er war ferner von 1949 bis 1951 Minister für Überseegebiete beziehungsweise Minister für Unionsangelegenheiten und überseeische Reichsgebiete und nahm in dieser Funktion eine realistische Haltung gegenüber den Wünschen der Republik Indonesien ein und leitete die Verhandlungen über die Übertragung der Souveränität. Er verstarb während seiner zweiten Amtszeit als Innenminister.

## Leben
Johannes Henricus van Maarseveen absolvierte nach dem Schulbesuch ein Studium der Rechtswissenschaften an der Reichsuniversität Utrecht und ließ sich 1920 als Rechtsanwalt in Utrecht nieder und betrieb zunächst von 1920 bis 1925 eine gemeinsame Anwaltskanzlei mit P. Kaag sowie daraufhin zwischen 1925 und 1928 mit Henri Paul Maurice Steenberghe. Sein politisches Engagement begann er in der Kommunalpolitik und war vom 9. März 1928 bis zum 5. September 1939 für die Römisch-katholische Staatspartei RKSP (Rooms-Katholieke Staatspartij) Mitglied des Gemeinderats von Utrecht und fungierte zudem seit 1932 als Rechtsberater Römisch-katholischen Arbeitervereins RKWV (Rooms-Katholiek Werkliedenverbond). Er war zudem zwischen dem 3. September 1935 und dem 18. März 1937 Stadtrat für Finanzen (Wethouder van financiën) von Utrecht. Am 21. September 1937 wurde er erstmals Mitglied der Zweiten Kammer der Generalstaaten (Tweede Kamer der Staten-Generaal) und gehörte dieser bis zum 3. Juli 1946 an. Er war zeitweise Sprecher der RKSP-Fraktion für Justiz und Inneres sowie im Juni 1939 Sprecher der RKSP in der Debatte über den Bericht der Zweiten Kammer zum sogenannten Fall Oss (Affaire-Oss), nachdem es 1938 zu landesweiter Aufregung über die Entscheidung von Justizminister Carel Goseling kam, die Ermittlungsbefugnisse einer Militärpolizeibrigade sofort auszusetzen und die Beamten zwangsweise zu versetzen.

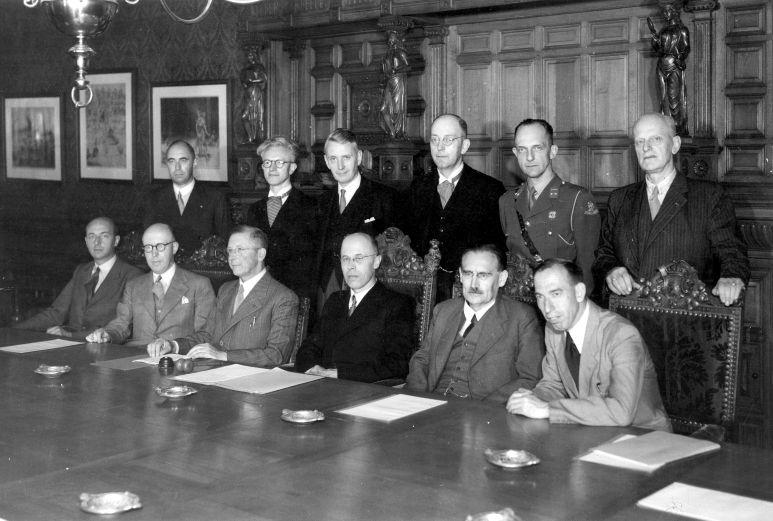
Maarseveen (stehend, 3.v.r.) und die weiteren Mitglieder des ersten Kabinetts Beel (Juli 1947).

Nach Ende des Zweiten Weltkrieges fungierte van Maarseveen vom 12. Dezember 1945 bis 3. Juli 1946 als Vorsitzender des Haushaltsausschusses für Justiz der Zweiten Kammer und trat am 22. Dezember 1945 der Katholischen Volkspartei KVP (Katholieke Volkspartij) als Mitglied bei. Am 3. Juli 1946 wurde er als Justizminister (Minister van Justitie) in das Kabinett Beel I berufen und bekleidete dieses Amt bis zum 7. August 1948. Während dieser Zeit war er als Stellvertreter von Ministerpräsident Louis Beel zwischen dem 29. September 1947 und März 1948 stellvertretender Vorsitzender der sogenannten „Staatscommissie-Beel“, einer Staatskommission zur Untersuchung der Verfassungsrevision aufgrund der Reform der politischen Struktur des Königreichs.

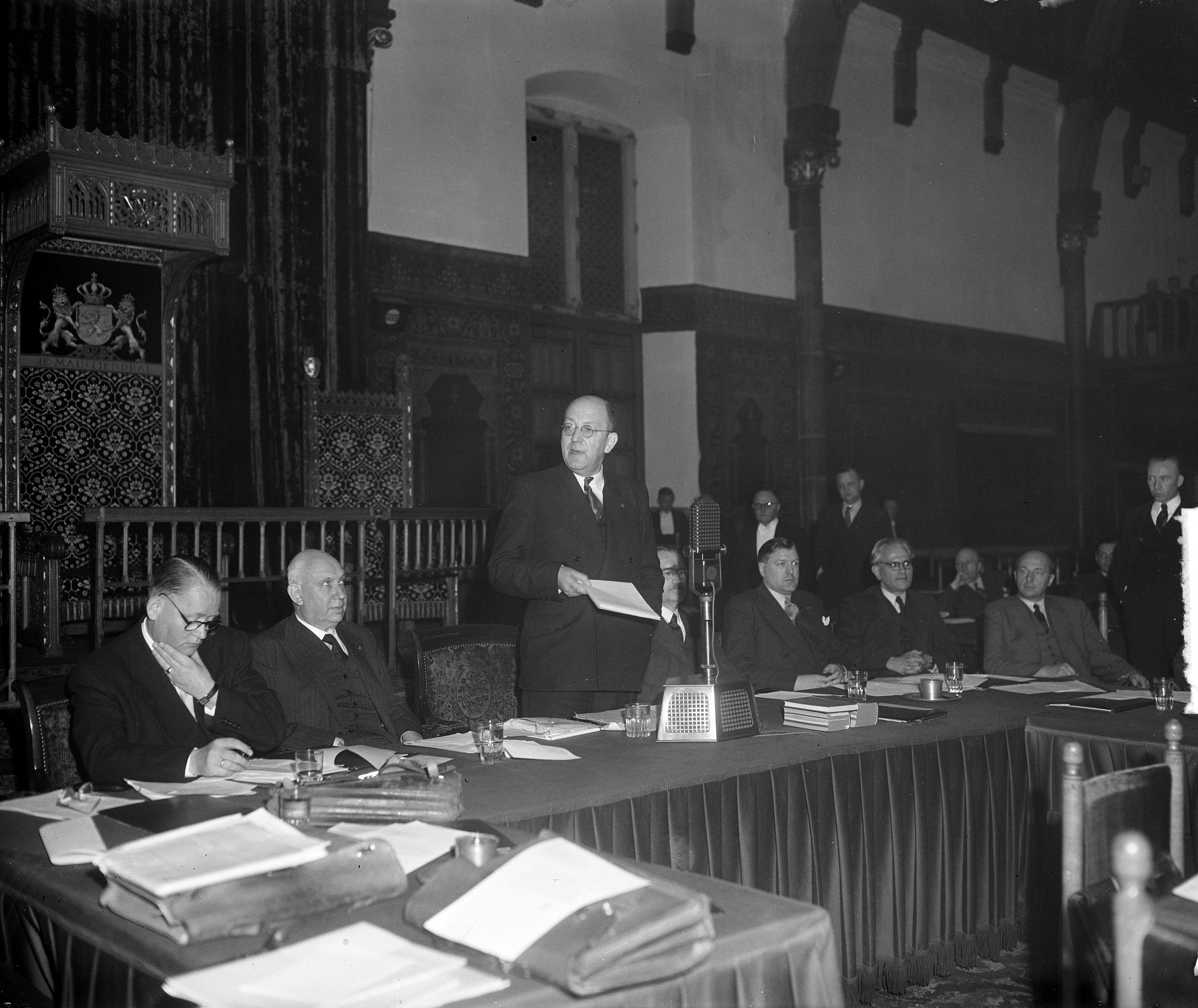
Minister Maarseveen bei einer Rede in der Zweiten Kammer der Generalstaaten zur Situation von Niederländisch-Neuguinea (24. Januar 1951).

Nachdem Johannes Henricus van Maarseveen vom 27. Juli bis zum 10. August 1948 abermals kurzzeitig Mitglied der Zweiten Kammer war, übernahm er am 7. August 1948 im Kabinett Drees/Van Schaik das Amt des Innenministers (Minister van Binnenlandse Zaken) und behielt diesen Posten bis zu seiner Ablösung durch Josef van Schaik am 15. Juni 1949. Aufgrund einer Reise von Ministerpräsident Willem Drees nach Niederländisch-Indien fungierte er vom 3. bis 21. Januar 1949 als amtierender Ministerpräsident. Während seiner Amtszeit als Innenminister wurden 1949 wurden Gesetze zur Vereinigung der Gemeinden Hoogezand und Sappemeer sowie der Gemeinden Maarssen und Maarseveen erlassen. 1951 kam es des Weiteren zur Veröffentlichung eines neuen Wahlgesetzes (Kieswet) im Staatsblad, das das Wahlgesetz von 1896 ersetzte. Das Gesetz sah eine systematischere Regelung des Stimmrechts vor und vereinfachte unter anderem die Regelungen für die Stimmabgabe durch einen Bevollmächtigten und für die Stimmabgabe an einem anderen Ort. Anstelle jährlicher Wählerlisten wurde ein Wählerverzeichnis erstellt. Das Zentrale Wahlkomitee (Centraal Stembureau) wurde in einen Wahlrat (Kiesraad) umgewandelt. Nach dem Rücktritt von Emmanuel Sassen bekleidete er zwischen dem 14. Februar und dem 15. Juni 1949 zudem zunächst kommissarisch das Amt des Ministers für Überseegebiete (Minister van Overzeese Gebiedsdelen ad interim). Im Mai 1949 legte Königin Juliana zunächst Einspruch gegen seine (endgültige) Ernennung zum Minister für Überseegebiete ein. Nach Intervention von Ministerpräsident Drees stimmte sie dem am 23. Mai 1949 zu. Möglicherweise war die Königin mit der Wendung der Ereignisse im Zusammenhang mit der Entlassung des Den Haager Bürgermeisters Willem Visser unzufrieden. Dabei nahm er in dieser Funktion eine realistische Haltung gegenüber den Wünschen der Republik Indonesien ein und leitete die Verhandlungen über die Übertragung der Souveränität. Nachdem das bisherige Amt des Ministers für Überseegebiete durch Königlichen Erlass vom 24. Dezember 1949 geändert wurde, fungierte er vom 27. Dezember 1949 bis 15. März 1951 als Minister für Unionsangelegenheiten und überseeische Reichsgebiete (Minister van Uniezaken en Overzeese Rijksdelen). Während dieser Zeit fand vom 4. bis 27. Dezember 1950 in Den Haag die (gescheiterte) Konferenz zur Frage des politischen Status von Niederländisch-Neuguineastatt. Im Januar 1951 gab er eine Notiz über den Fortgang der Verhandlungen heraus. Nach dem Rücktritt von Minister René Wijers bekleidete er im Kabinett Drees/Van Schaik schließlich vom 15. Mai 1950 bis zur Ernennung von Teun Struycken am 10. Juli 1950 schließlich noch einmal kommissarisch das Amt als Justizminister.
Im März 1951 hatte insbesondere die Volkspartei für Freiheit und Demokratie VVD (Volkspartij voor Vrijheid en Democratie) Einwände gegen die Fortsetzung seines Postens als Minister für Unionsangelegenheiten und überseeische Reichsgebiete, weshalb er anschließend von der KVP für das Amt als Innenminister nominiert wurde. Am 15. März 1951 übernahm Maarseveen im Kabinett Drees I abermals das Amt des Innenministers und bekleidete dieses bis zu seinem Tode am 18. November 1951, woraufhin der Minister ohne Geschäftsbereich Frans Teulings zunächst kommissarischer Minister und Louis Beel am 6. Dezember 1951 schließlich neuer Innenminister wurde. Als solcher war er zusammen mit Joop van Schaik vom 7. April bis 15. November 1951 auch Vorsitzender der Staatskommission zur Verfassungsrevision. Als Innenminister verbesserte er 1951 die Altersvorsorge für Beamte und verteidigte er zusammen mit Finanzminister Piet Lieftinck erfolgreich einen Gesetzentwurf in der Zweiten Kammer über Bestimmungen zu den finanziellen Beziehungen zwischen der Regierung und den Gemeinden. Der mit Minister Teulings eingebrachte Gesetzentwurf wurde 1952 als Gesetz im Staatsblad veröffentlicht. Ebenfalls 1951 wurde ein Gesetz erlassen, das die Verwaltung der Gemeinde Finsterwolde regelte, wodurch die von der Kommunistischen Partei CPN (Communistische Partij van Nederland) dominierte Gemeinde unter staatliche Aufsicht geriet.
Nach seinem Tode am 18. November 1951 an den Folgen einer Angina pectoris wurde er auf dem Friedhof Sint Barbara in Utrecht beigesetzt. Um für den Lebensunterhalt ihrer Familie zu sorgen, arbeitete seine Frau nach dem Tod für die Staatslotterie (Nederlandse Staatsloterij).